# Oblężenie Fort William
Oblężenie Fortu William – oblężenie, które było częścią powstania jakobitów i trwało od 20 marca do 3 kwietnia 1746 roku.
Przed rozpoczęciem oblężenia, Jakobici zmusili do poddania się, po zaledwie dwóch dniach, Fort Augustus, skąd zabrali artylerię. 20 marca 1746 siły Cameronów i MacDonaldów dotarły pod Fort William i rozpoczęły oblężenie. Jednocześnie wysłano list do przywódcy Jakobitów, księcia Karola, w którym obydwa klany wypowiedziały wojnę klanowi Campbell, argumentując to licznymi zbrodniami Campbellów popełnionymi na tych klanach (m.in. spalenie 400 domów)
Pomimo dwóch tygodni oblężenia załoga trzymała się mocno, ponieważ brytyjska marynarka dostarczała im żywność przez jezioro Loch Linnhe. 22 marca 1746 Jakobici wysłali do obrońców list z propozycją poddania się, jednak dowódca fortu odparł, że będzie walczyć do ostatniego żołnierza. Do końca marca trwał wzajemny ostrzał artyleryjski, ale 31 marca 1746 niespodziewany wypad oblężonych zniszczył większość jakobickich dział i poczynił znaczne straty w ludziach.
Ostatecznie, 3 kwietnia 1746 Jakobici zrezygnowali z oblężenia zupełnie i wycofali się.